# Okrog, Litija
Okrog este o localitate din comuna Litija, Slovenia, cu o populație de 14 locuitori.